# Erich Fromm
Erich Fromm (ur. 23 marca 1900 we Frankfurcie nad Menem, zm. 18 marca 1980 w Muralto) – niemiecki filozof, psycholog i psychoanalityk pochodzenia żydowskiego. Zadeklarowany ateista.

## Życiorys

### Młodość
Na zainteresowania i postawę Fromma miały wpływ doświadczenia związane z I wojną światową i śmiercią wielu jego bliskich i znajomych, a także narastające w ówczesnych Niemczech nastroje szowinistyczne i antysemickie. Doświadczenia te spowodowały u Fromma zainteresowanie psychologią i socjologią. Pragnienie znalezienia odpowiedzi na pytania dotyczące prawa społecznego istnienia ludzi wzbudziło jego zainteresowanie poglądami Marksa i Freuda, co miało bardzo duży wpływ na jego późniejszą twórczość. W swoich książkach bardzo często powołuje się na teorie Marksa, a także dokonuje rewizji teorii Freuda.

### Studia
Studiował na wydziale filozofii uniwersytetu frankfurckiego, a także monachijskiego i heidelberskiego, gdzie otrzymał tytuł doktora nauk filozoficznych (1922), oraz w Berlinie, gdzie rozpoczął praktykę psychoanalityczną. Bardzo ważna była współpraca Fromma z tak zwaną szkołą frankfurcką, skupiającą wielu ludzi związanych z lewicą społeczną, próbujących łączyć niedogmatycznie pojmowany materializm historyczny z psychoanalizą, heglizmem i neokantyzmem. Prowadzono tam również studia nad wpływem formacji kapitalistycznych na kulturę i ludzką osobowość. Fromm miał duży wpływ na te badania, ponieważ w latach 1929–1932 był wykładowcą w Instytucie Badań Społecznych istniejącym przy uniwersytecie frankfurckim. Fromm miał również duży udział w opracowaniu teorii osobowości autorytarnej (sadomasochistycznej).

### Kariera naukowa
W 1932 roku na zaproszenie Chicagowskiego Instytutu Psychoanalitycznego Fromm wyjechał do Stanów Zjednoczonych, gdzie po dojściu Hitlera do władzy w styczniu 1933 roku postanowił pozostać. Kontynuacją ośrodka frankfurckiego był Międzynarodowy Instytut Badań Społecznych przy Columbia University, gdzie był wykładowcą.
W latach 1941–1942 Fromm pracował w Amerykańskim Instytucie Psychoanalitycznym założonym przez Karen Horney, którą poznał w Berlińskim Instytucie Psychoanalitycznym. Od 1943 roku współkierował Instytutem Psychoanalitycznym im. Williama A. White’a w Nowym Jorku, którego dyrektorem był jeden z czołowych przedstawicieli neopsychoanalizy Harry Stack Sullivan. W latach 1942–1951 wykładał w Bennington College w stanie Vermont. W 1951 roku został profesorem psychologii Szkoły Medycznej przy Narodowym Uniwersytecie Autonomicznym Meksyku, gdzie także założył własny instytut psychoanalityczny.

## Zainteresowanie buddyzmem zen
Erich Fromm interesował się również buddyzmem zen; w swoich pracach powoływał się często na nauki Buddy, a także na pisma D.T. Suzukiego. Uczestniczył między innymi w warsztatach na temat buddyzmu zen i psychoanalizy pod patronatem Wydziału Psychoanalizy Szkoły Medycznej Autonomicznego Narodowego Uniwersytetu Meksyku w 1957 roku. Na podstawie teorii buddyzmu zen Fromm poszerzał swoje idee dotyczące takich kwestii psychoanalizy jak nieświadomość i przechodzenie treści w niej ukrytych do świadomości, a także celu terapii psychoanalitycznej.

## Twórczość
Lata czterdzieste i pięćdziesiąte stanowiły najbardziej płodny okres w twórczości Fromma. W 1941 roku powstała Ucieczka od wolności – pierwsza książka, która przyniosła mu międzynarodową sławę. Inne ważniejsze dzieła to Niech się stanie człowiek (1947), Psychoanaliza a religia (1950), Zdrowe społeczeństwo (1955), O sztuce miłości (1956), później pojawiły się dwie książki, które zyskały wielki rozgłos: Rewolucja nadziei (1968) oraz Mieć czy być? (1976).
Przez cały czas Fromm zajmował się psychologią społeczną, badał relacje i oddziaływania między jednostką a społeczeństwem. Już w najwcześniejszych publikacjach Fromm polemizował z biologizmem w psychoanalizie Freuda, w opozycji do którego tworzył własną teorię charakteru i osobowości społecznej. Fromm przez cały okres swojej twórczości próbował znaleźć środki zaradcze na negatywne zjawiska społeczne, zwłaszcza te charakterystyczne dla cywilizacji zachodnioeuropejskiej. Twórczość Fromma charakteryzują wątki moralno-utopistyczne oraz wiara, że ludzkość mogłaby dojść do ukształtowania „zdrowego społeczeństwa” (sane society).

## Dzieła (dostępne w języku polskim)
Kolejno podano: tytuł książki, rok wydania oryginału, rok pierwszego polskiego wydania
- Ucieczka od wolności, 1941, 1970
- Niech się stanie człowiek. Z psychologii etyki, 1947, 1994
- Psychoanaliza a religia, 1950, 1966 (w zbiorze Szkice z psychologii religii) oraz 2000 (wydanie osobne)
- Zapomniany język. Wstęp do rozumienia snów, baśni i mitów, 1951, 1977
- Zdrowe społeczeństwo, 1955, 1996
- O sztuce miłości, 1956, 1971
- Psychoanaliza i buddyzm zen (z R. De Martino i D.T. Suzuki), 1960, 1966 (w zbiorze Szkice z psychologii religii) oraz 1995 (wydanie osobne)
- Zerwać okowy iluzji. Moje spotkanie z myślą Marksa i Freuda, 1962, 2000
- Dogmat Chrystusa i inne pisma religioznawcze, 1963, 1992 (jest to zbiór wcześniejszych esejów autora; w polskim wydaniu znalazły się: Dogmat Chrystusa 1930, Szabat 1927, Biblijni prorocy o pokoju 1960 oraz fragmenty późniejszych książek Fromma: Ihr werdet sein wie Gott 1966 i Rewolucja nadziei 1968)
- Serce człowieka. Jego niezwykła zdolność do dobra i zła, 1964, 1996
- Rewolucja nadziei. Ku uczłowieczonej technologii, 1968, 1996
- Kryzys psychoanalizy, 1970, 1995
- Anatomia ludzkiej destrukcyjności, 1973, 1998
- Mieć czy być?, 1976, 1989
- Pasje Zygmunta Freuda. Analiza postaci i wpływu psychoanalizy na nasz światopogląd, 1959, 2010

Po śmierci Ericha Fromma zebrano jego artykuły, eseje oraz teksty audycji radiowych i wydano w następujących tomach:
- O miłości do życia, 1983, 2018
- O sztuce istnienia, 1989, 1997
- Rewizja psychoanalizy, 1990, 1998
- O sztuce słuchania, 1991, 1996
- Miłość, płeć i matriarchat, 1994, 1997
- Patologia normalności, 1991, 2011
- O byciu człowiekiem, 1994, 2013
- O nieposłuszeństwie i inne eseje, 1981, 2015

Ponadto w Polsce w 1966 r. ukazał się zbiór Szkice z psychologii religii zawierający wymieniane już wyżej dzieła Fromma: Zdrowe społeczeństwo (fragmenty), O sztuce miłości (fragmenty), Psychoanaliza a religia oraz Psychoanaliza i buddyzm zen.
Inne eseje, artykuły i fragmenty dzieł Ericha Fromma przetłumaczone na język polski zostały opublikowane w piśmie Colloquia Communia nr 3-6(44-47)/1989 oraz nr 1-6(48-53)/1990.

## Nawiązania w popkulturze
- Jest wymieniony w piosence zespołu Myslovitz „Mieć czy być”, w wersach: Kolejna strona: mieć czy być? Czy Erich Fromm wiedział jak żyć?
- Jest wymieniony w piosence zespołu Kazik na Żywo „Las Maquinas de la Muerte”, w wersach: Erich Fromm, „Ucieczka od wolności”, won! A psychoanaliza to do Ciebie mnie nie zbliża. (Fromm krytykował koncepcję freudowską).
- Do tytułu i treści Mieć czy być? nawiązuje również tekst piosenki „Komu bije dzwon” zespołu Kult.